# Joe Sacco
Joe Sacco nasceu em Malta em 1960, atualmente reside em Seattle (Estados Unidos) e é reconhecido mundialmente pela combinação de suas duas profissões: artista de quadrinhos e jornalista. Sua obra mais conhecida é Palestine, lançada originalmente na forma de gibis pela editora norte-americana Fantagraphics entre 1993 e 1995. No Brasil, a obra teve diversas edições no formato livro. A mais recente delas publicada em 2021 pela editora Veneta, com o nome Palestina.
Pelo seu característico estilo entre histórias em quadrinhos e jornalismo, Sacco recebeu importantes prémios nas duas áreas em que atua e foi comparado a Art Spiegelman, autor de Maus: relato de um sobrevivente que retrata a história de como seus pais sobreviveram ao Holocausto.

## Biografia
Joe Sacco nasceu em Malta em 1960, mas passou grande parte de sua infância na Austrália e a adolescência nos Estados Unidos. Em 1981 se graduou em jornalismo pela Universidade do Oregón, e dois anos depois voltou para Malta, onde publicou seus primeiros desenhos.
Posteriormente se estabeleceu em Portland (EUA), onde co-editava e co-publicava uma revista mensal de desenhos em quadrinhos. Em 1986 se mudou para Los Angeles, onde começou sua colaboração para a Fantagraphics Books.
A partir de 1988 se dedicou a viajar pelo mundo, e logo publicou seu primeiro livro de quadrinhos, Yahoo, que abordava diversos temas. De 1993 até 1995 produziu o gibi Palestine, onde passou para o papel suas próprias experiências em territórios ocupados na Palestina. Em 1996, a Fantagraphics reuniu as histórias de Palestine em dois volumes, que foram premiados com o American Book Awards. Em 2000, Sacco publicou  Área de Segurança: Gorazde, sobre a Guerra da Bósnia, e foi premiado pela Fundação Guggenheim. Em 2003, continuando o trabalho anterior publicou O Mediador novamente centrado no conflito da antiga Iugoslávia.

## Palestina
A zona que corresponde à antiga Palestina encontra-se hoje dividida entre uma área do estado de Israel, e duas áreas de maioria palestina ocupadas por Israel após a Guerra dos Seis Dias em 1967: a Faixa de Gaza (Israel não ocupa mais desde agosto de 2005) e a Cisjordânia (Israel ocupa apenas a Área C da Cisjordânia e tem controle compartido com a Autoridade Palestina da Área B, conforme Acordos de Oslo de 1993). Partes dispersas desta área palestina passaram há alguns anos a ser administradas por uma entidade autónoma, a Autoridade Palestiniana, mas Israel mantém o controle das fronteiras e está atualmente a construir um muro de segregação, que na prática anexa porções significativas da Cisjordânia ocidental às fronteiras israelenses.
O livro conta a trajetória de Sacco desde Jerusalém até a Faixa de Gaza descobrindo a cultura e as pessoas que vivem lá, do lado palestino e também do lado israelense muita das vezes desconhecida pela mídia ocidental.

## Área de Segurança: Gorazde
A Guerra da Bósnia durou entre março de 1992 e novembro de 1995, Sarajevo tornou-se o alvo de jornalistas pela tragédia ocorrida lá. Mas a parte oriental do país foi esquecida, o povo muçulmana era vítima de crueldade pelo exército da Sérvia, visto isso a ONU criou as "Área de Segurança" mas estas áreas eram constantemente cercadas e atacadas pelo exército. Sacco contou esta história com muito detalhe nos desenhos e mostrando uma das áreas de segurança. Goražde teve mais de 2.600 pessoas civis mortas de uma população de 37.000 habitantes.

## Discurso jornalístico e arte sequencial em Notas sobre Gaza
A busca de uma possível objetividade e imparcialidade jornalística sacrifica uma abordagem mais pessoal e subjetiva dos fatos e, às vezes, o interesse do público leitor.
Tendo em vista a afinidade do público com a matéria e sua objetividade, as corporações de imprensa tem feito uso de diversos recursos narrativos no qual há toda uma  construção literária (em caso de jornais e revistas) ou cinematográficas (caso da TV) para expor os fatos.
Mas seguindo uma linha dita independente estão as narrativas jornalísticas em Quadrinhos.
Em diversas entrevistas o maltês radicado nos EUA afirma que a composição de seus personagens, de sua narrativa é baseada sobretudo em suas investigações jornalísticas, entrevistas e convivência com os moradores.
Mas na construção de seus personagens e na reconstituição dos fatos, Sacco não estaria sacrificando o fato em si?